# El traspatio
 (mai 2015).
Si vous disposez d'ouvrages ou d'articles de référence ou si vous connaissez des sites web de qualité traitant du thème abordé ici, merci de compléter l'article en donnant les références utiles à sa vérifiabilité et en les liant à la section « Notes et références ».
Pour plus de détails, voir Fiche technique et Distribution.
El traspatio est un film d'action mexicain écrit et scénarisé par Sabina Berman et réalisé par Carlos Carrera, sorti le 20 février 2009. Le film est inspiré de l'histoire vraie des femmes assassinées dans les années 1990 à Ciudad Juárez, ville-frontière entre le Mexique et les États-Unis.

## Fiche technique
- Titre original espagnol : El traspatio
- Réalisation : Carlos Carrera
- Scénario : Sabina Berman
- Musique : Fernando Corona
- Photographie : Martín Boege et Everardo González
- Montage : Óscar Figueroa et Olivia Luengas
- Production : Sabina Berman et Isabelle Tardán
- Société de production : Tardan/Berman, Coppel et Argos Comunicación
- Pays :  Mexique
- Genre : Policier, drame, thriller
- Durée : 122 minutes
- Dates de sortie : 
  -  Mexique : 20 février 2009

## Distribution
- Ana de la Reguera : Blanca Bravo
- Asur Zagada : Juana Sanchez
- Marco Pérez : Fierro
- Ivan Cortes : Cutberto
- Joaquín Cosio : Peralta
- Alejandro Calva : Commandant
- Jimmy Smits : Mickey Santos
- Carolina Politi : Sara
- Amorita Rasgado : Márgara
- Enoc Leaño : Gouverneur
- Adriana Paz : Hilda
- Lisa Owen : Silvia
- Sayed Badreya : Le Sultan
- Juan Carlos Barreto : Alvarez